# Ofiara składana Panowi
Ofiara składana Panowi lub Ofiara składana Priapowi (hiszp. El Sacrificio a Pan lub El Sacrificio a Príapo) – obraz olejny hiszpańskiego malarza Francisca Goi (1746–1828). Obraz należy do prywatnej kolekcji w Saragossie.

## Okoliczności powstania
W 1770 Goya wyjechał do Włoch, gdzie udawali się utalentowani artyści epoki, aby studiować i obcować ze sztuką. Był wtedy młodym i jeszcze nieznanym artystą, którego oryginalny styl dopiero się kształtował. W przeciwieństwie do innych, licznych stypendystów, był zmuszony sam pokryć koszty zagranicznego pobytu. Z tego okresu zachowały się nieliczne dzieła, charakteryzujące się łączeniem francuskiego i włoskiego stylu barokowego i rokoka, inspirowane dziełami Corrado Giaquinto, Tiepola i Fragonarda, a także neoklasycyzmem w temacie i kompozycji. We Włoszech namalował kilka dzieł o tematyce mitologicznej, m.in. Ofiara składana Panowi i Ofiara składana Weście (prawdopodobnie pendanty) oraz Wenus i Adonis. Były to obrazy o zredukowanym formacie dostosowane do gustu klientów, artysta malował je i sprzedawał, aby zarobić na swoje utrzymanie.

## Opis obrazu
Przedstawiona scena rozgrywa się w lesie lub ogrodzie. Ubrana w białą szatę kapłanka wznosi złotą misę w kierunku ityfallicznej rzeźby bóstwa, prosząc je o płodność. Figura prawdopodobnie przedstawia Pana – opiekuna lasów i pól według greckiej mitologii, a także boga męskiej płodności i seksualności. Możliwe także, że jest to posąg Priapa, boga płodności i urodzaju. Pan był zwykle przedstawiany z pełnymi ramionami i rękami oraz koźlimi nogami. Na obrazie widoczna jest herma – półpostać męska bez rąk, oparta na pilastrze, figura często ustawiana w ogrodach. Typowy dla wizerunków Priapa jest także widoczny na obrazie fallus we wzwodzie. U stóp rzeźby znajduje się ołtarz, na którym ustawione są inne naczynia używane w rytuale libacji. Przy ołtarzu klęczy młoda półnaga dziewczyna w niebieskim stroju. Jest odwrócona plecami, jedną ręką dotyka bożka, a drugą przechyla dzban, z którego wylewa się wino, symbolizujące utratę dziewictwa.

## Atrybucja
W prawym dolnym rogu widnieje podpis GOYA, jednak obraz budzi wątpliwości co do autorstwa. Tradycyjnie jest łączony z Ofiarą składaną Weście, ze względu na tematykę mitologiczną, cechy malarstwa Goi z okresu rzymskiego i te same wymiary. Płótno Ofiary składanej Panowi zostało powiększone, tak aby uzyskać te same wymiary, co jego rzekomy pendant. Ponadto istnieje druga wersja tego dzieła, która w latach 80. XX wieku znajdowała się w prywatnej kolekcji w Paryżu i prawdopodobnie nie jest autorstwa Goi. W tej wersji postać bożka została znacznie zmodyfikowana, dodano elementy typowe dla ikonografii Pana. Według Roberta Hughesa trudno jest jednoznacznie potwierdzić autorstwo Goi, gdyż wielu hiszpańskich malarzy uczących się we Włoszech tworzyło podobne dzieła.

## Proweniencja
W czerwcu 1913, wchodzący w skład kolekcji Eugène’a Kramera obraz, został sprzedany na aukcji w Paryżu. Zakupił go Maurice Bouilloux-Lafont, minister stanu Księstwa Monako. W 1953 obraz przeszedł do szwajcarskiej kolekcji prywatnej. Razem z rzekomym pendantem został po raz pierwszy zaprezentowany publiczności w 1954 przez José Milicua. Później należał do kolekcji José Gudiola, a następnie do jego spadkobierców. Obecnie znajduje się w kolekcji prywatnej w Saragossie.